# Isbister (Northmavine)

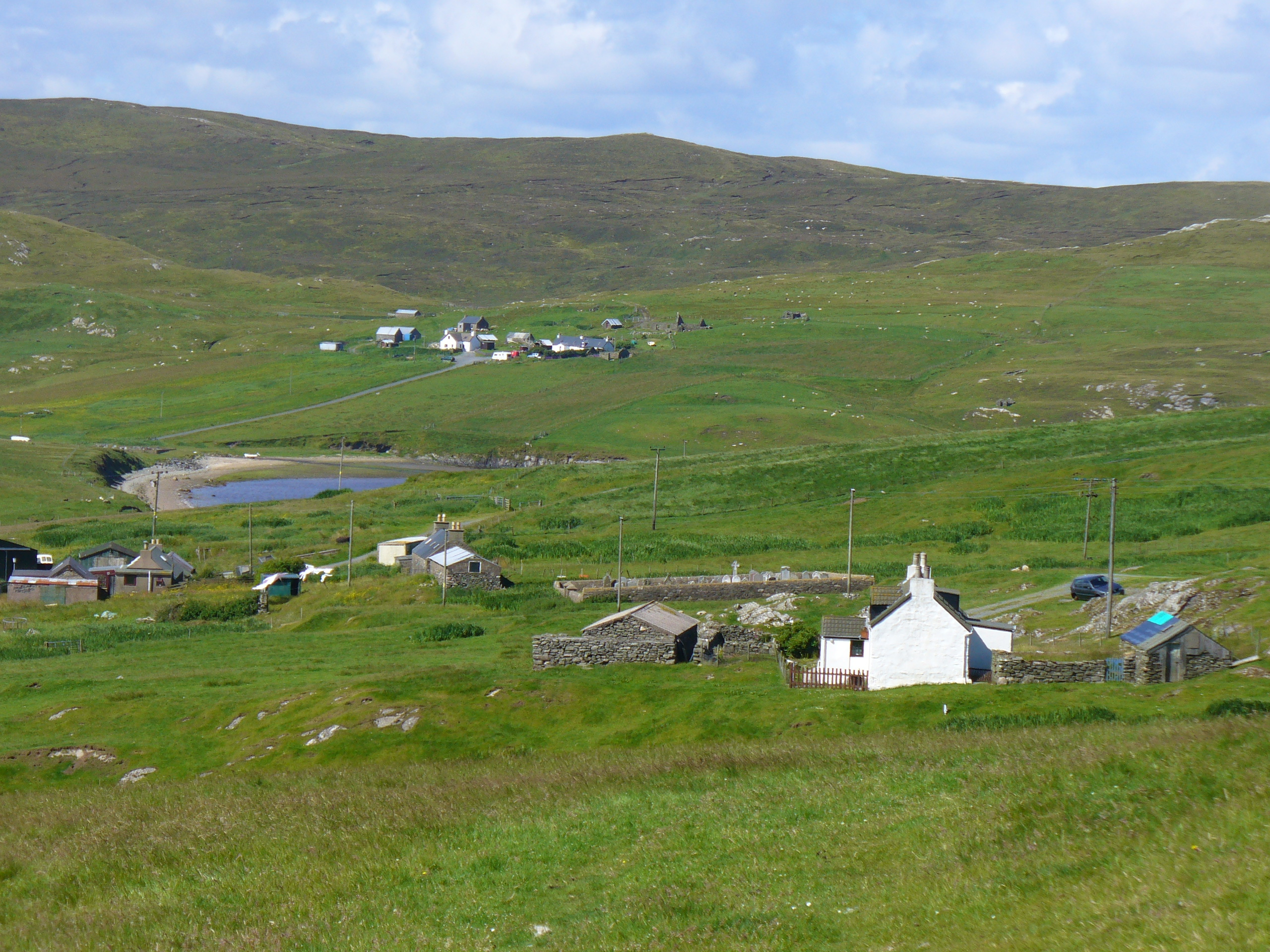
Blick über Isbister, die Bucht Sand Voe und die Ortschaft Sandvoe

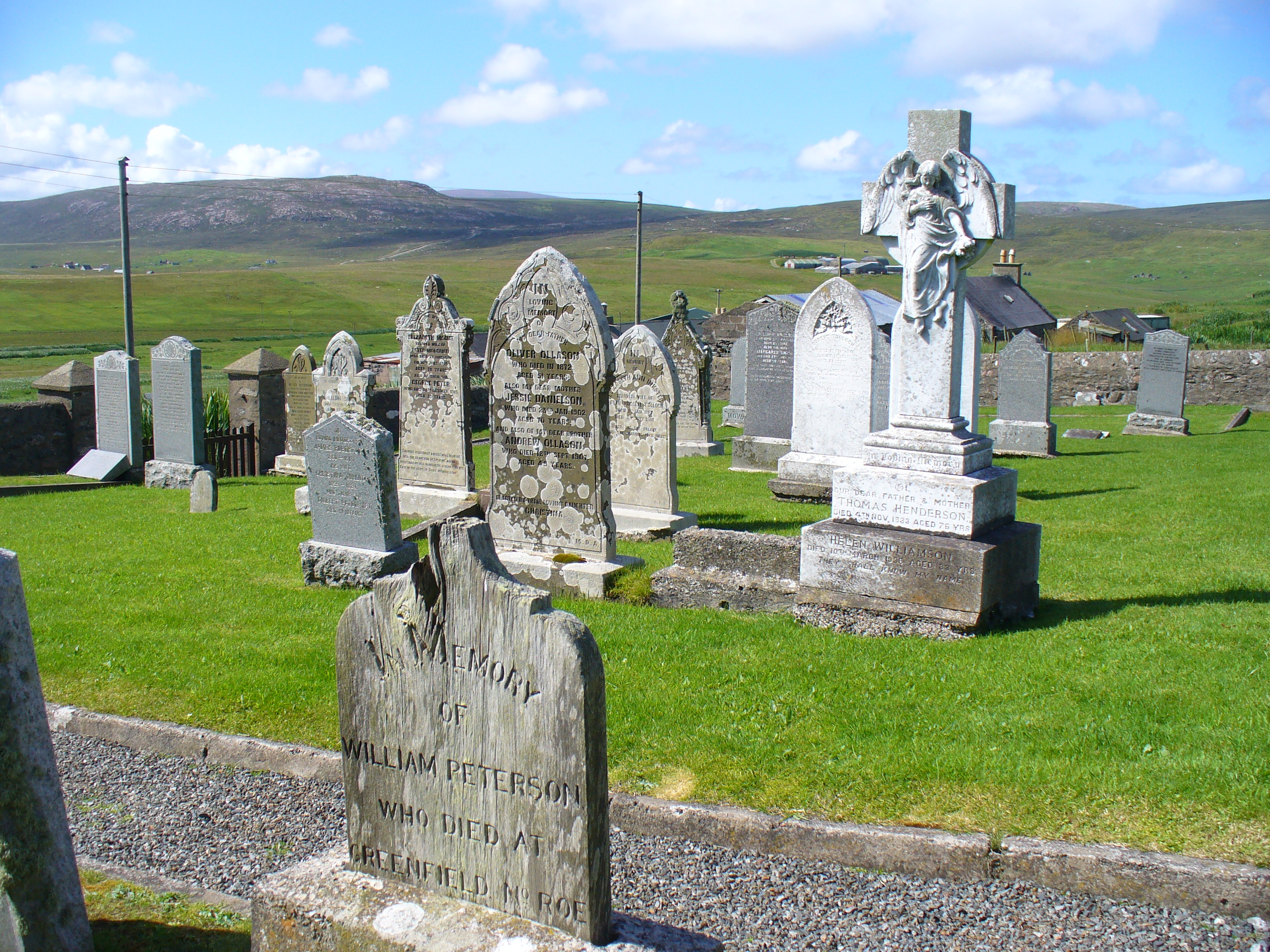
Friedhof von Isbister

Isbister ist eine Ortschaft im Norden von Northmavine, einer Halbinsel von Mainland, der Hauptinsel der schottischen Shetlands. Der Name leitet sich ab von altnordisch eystri und bólstaðr und bedeutet östliche Siedlung. Isbister gilt als nördlichste Ortschaft Mainlands, hier endet die A970, die die Insel auf einer Länge von rund 105 Kilometern von Süd nach Nord durchzieht. Im Westen liegt das landseitige Ende der Bucht Sand Voe, im Nordosten wird Isbister vom Lanchestoo, einem 130 Meter hohen Hügel überragt. Die nächste größere Ortschaft ist das etwa zwei Kilometer südwestlich gelegene North Roe.
Zu Isbister zählen zwei Einzelhöfe, Houll im Osten und Benigarth im Nordwesten. Im Ort bestand noch um 1900 eine Kapelle, die aber um die Mitte des 20. Jahrhunderts verschwunden war. Der zugehörige Friedhof hingegen existiert noch, eine Nutzung ist zumindest bis 1969 nachgewiesen.